# Bradyidius armatus
Bradyidius armatus is een eenoogkreeftjessoort uit de familie van de Aetideidae. De wetenschappelijke naam van de soort is voor het eerst geldig gepubliceerd in 1897 door Vanhöffen.